# لارس كريستنسن
لارس كريستنسن (بالنرويجية البوكمول: Lars Christensen)‏ هو مالك سفن ‏ نرويجي، ولد في 6 أبريل 1884 في ساندفيورد في النرويج، وتوفي في 10 ديسمبر 1965 في نيويورك في الولايات المتحدة.